# Luigi del Gallo Roccagiovine
Luigi del Gallo, Marchese di Roccagiovine (* 12. Juli 1922 in Rom; † 12. Mai 2011 ebenda) war ein Kurienbischof der römisch-katholischen Kirche.

## Leben
Luigi del Gallo Roccagiovine wurde als drittes von vier Kindern des Markgrafen Alessandro del Gallo Roccagiovine und seiner Frau Maria Rosaria Lepri geboren. Nach dem Studium der Katholischen Theologie und Philosophie empfing er am 19. März 1950 in Rom die Priesterweihe. Er war für die persönlichen Besucher des Papstes zuständig, später hatte er bis zur Reform der römischen Kurie 1968 in der Päpstlichen Familie das Amt des Vestiarius (Garderobenmeister) inne.
Papst Johannes Paul II. ernannte ihn am 22. Dezember 1983 zum Titularbischof von Camplum und spendete ihm am 6. Januar des nächsten Jahres im Petersdom die Bischofsweihe; Mitkonsekratoren waren Eduardo Martínez Somalo, Substitut im Staatssekretariat des Heiligen Stuhls, und Duraisamy Simon Lourdusamy, Sekretär der Kongregation für die Evangelisierung der Völker.
Luigi del Gallo Roccagiovine war im Päpstlichen Rat für die Laien von 1982 bis 1997 Apostolischer Delegat für die katholischen Pfadfinder. Er war Spiritual der römischen Kirche der Congregazione degli Operai della Divina Pietà und Assessor des Ritterordens vom Heiligen Grab zu Jerusalem sowie Präsidiumsmitglied des Collegio Araldico.
1997 nahm Johannes Paul II. sein altersbedingtes Rücktrittsgesuch an. Er lebte im Palazzo del Gallo di Roccagiovine, der 1520 von Baldassare Peruzzi erbaut wurde, am Trajansforum.